# Rafael Lemus Rubiales
Rafael Damián Lemus Rubiales (12 de abril de 1975) es un político español del Partido Socialista Obrero Español.

## Biografía
Diplomado en Magisterio por la Universidad de Extremadura (UEx), Rafael Lemus siempre ha estado vinculado a los movimientos sociales, políticos y estudiantiles. En su época universitaria fue elegido Delegado de Estudiantes de la Universidad de Extremadura. Ha sido concejal en su localidad natal, Torre de Miguel Sesmero. Fue elegido diputado del PSOE por la provincia de Badajoz a la Asamblea de Extremadura tras las elecciones autonómicas de 2003, repitiendo escaño en las elecciones de 2007. En julio del mismo año debió renunciar al ser nombrado jefe del gabinete del presidente de la Junta de Extremadura, Guillermo Fernández Vara, que ocupó hasta 2011. Ese mismo año regresó a la Asamblea de Extremadura al ser reelegido nuevamente diputado por Badajoz. Fue, además vicesecretario general de la CEP del PSOE de Badajoz en el último mandato del socialista Francisco Fuentes (2008-2012)  
Desde el 28 de abril de 2012 es secretario general de la Comisión Ejecutiva Provincial del PSOE de Badajoz. 

## Trayectoria
Rafael Lemus constituye uno de los principales valores del socialismo extremeño. Su liderazgo al frente de la Comisión Ejecutiva del PSOE provincial de Badajoz ha estado marcado por la renovación, la solidez y la unidad orgánica que ha llevado a la organización política a conseguir, en repetidos comicios, los mejores resultados del PSOE en el conjunto del país, por delante de provincias históricas socialistas como Sevilla, Huelva o Jaén. 
A lo largo de su trayectoria orgánica en el PSOE, ha disputado y ganado tres procesos congresuales (2012, 2017, 2021). Todos ellos con sendas victorias que han afianzado su puesta en valor como líder socialista y reforzado su experiencia personal y política en el PSOE de Extremadura.

## Apoyo a Pedro Sánchez
En línea con su manera de entender la política de diálogo, entendimiento, unidad y consenso, Rafael Lemus encabezó e impulsó un manifiesto de apoyo de todos los secretarios generales provinciales y territoriales del PSOE a la investidura de Pedro Sánchez en la XIV Legislatura, convirtiéndose así en líder de opinión de la militancia socialista para respaldar la búsqueda del acuerdo político hacia la investidura del candidato socialista a la presidencia del Gobierno de España.
Dicho manifiesto emanaba del artículo firmado por el mismo Lemus y publicado en el Diario HOY "Manual de supervivencia del socialista crítico".

## Cargos desempeñados
- Concejal en el Ayuntamiento de Torre de Miguel Sesmero (Badajoz).
- Diputado por Badajoz en la Asamblea de Extremadura (2003-2007).
- Jefe de Gabinete del Presidente de la Junta de Extremadura (2007-2011).
- Vicesecretario General del PSOE de Badajoz (2008-2012).
- Diputado por Badajoz en la Asamblea de Extremadura (Desde 2011).
- Secretario General de la Comisión Ejecutiva Provincial del PSOE de Badajoz (Desde 2012).
- Senador designado por la Asamblea de Extremadura (2015-2023)
- Senador por Badajoz (desde 2023)

## Polémica
En noviembre de 2012, durante la votación en una propuesta de impulso, es decir sin carácter vinculante, en la Asamblea de Extremadura sobre los recortes a los funcionarios, se equivocó en el sentido del voto. lo cual hizo que la propuesta del gobierno autonómico de José Antonio Monago ganara la votación. Lemus presentó su dimisión a la ejecutiva regional del PSOE, que la rechazó.